# Friedrich Ludwig Gaupp

Ludwig Gaupp

Friedrich Ludwig Gaupp (* 10. Dezember 1832 in Ellwangen; † 6. Juli 1901 in Tübingen) war Jurist, Professor und Mitglied des Deutschen Reichstags.

## Leben und Wirken
Gaupp studierte Rechtswissenschaften an der Universität Tübingen und wurde 1866 Oberjustizassessor in Esslingen. Von 1873 bis 1884 war er Kreisgerichtsrat in Ellwangen, von 1897 bis 1900 war er ordentlicher Professor an der Universität Tübingen.
Er wurde 1874 für die Deutsche Partei im Wahlkreis Württemberg 6 (Reutlingen, Tübingen, Rottenburg) in den Deutschen Reichstag gewählt und war dort Mitglied in der Fraktion der Nationalliberalen Partei sowie Mitglied der Justizkommission. Dem Reichstag gehörte er bis 1877 an.